# Bijbels recht
Bijbels recht verwijst naar de juridische aspecten van de Bijbel, de heilige geschriften van het jodendom en het christendom. 

## Jodendom
- Wet van Mozes
- Mitswa, goddelijk gebod 
  - De tien geboden
  - De 613 geboden
- Zeven wetten van Noach, geboden die van toepassing zijn op de hele mensheid

## Christendom
- Het Oude Verbond en de theologische discussie over de toepasbaarheid van de Hebreeuwse Bijbelwet in een christelijke context
- Evangelische raden: kuisheid, armoede en gehoorzaamheid
- Verklaring van de Wet door Jezus, in de Bergrede volgens het evangelie van Mattheüs (5:17-48)
- Het Grote Gebod
- Het Nieuwe Gebod van Jezus, volgens het evangelie van Johannes
- Het Paulijnse Voorrecht met betrekking tot het huwelijk